# ウラジーミル・アレクセーヴィチ・イワノフ
ウラジーミル・アレクセーヴィチ・イワノフ（ロシア語: Владимир Алексеевич Иванов; 1886年 - 1970年） は、ロシア出身の東洋学者。近代的なイスマーイール派研究の先駆者である。中央アジアにおける研究旅行中にロシア革命により帰国できなくなり、イランやインドで研究をつづけた（#生涯）。

## 生涯
1886年11月3日（グレゴリオ暦換算）に帝政ロシアのペテルブルクで生まれた。父親は軍医。少年時代をペテルブルクとモスクワで過ごし、1907年にペテルブルクの高校を首席で卒業した。サンクトペテルブルク大学の東洋言語学部で1907年から1911年まで学んだ。大学ではまず、高名なアラビスト・ローゼンにアラビア語を学んだ。その後、イスラーム史・中央アジアの歴史をバルトリドに学び、イラン諸語をジュコーフスキーに学んだ。大学在学中の1910年、イランの言語・文化をより深く知るため、2, 3箇月間イランを旅行した。大学を卒業後の1911年に、ロシア中央銀行に入行し、1912年から2年間、イラン支店に赴任した。Daftary 2007 によると、イワノフが就職することを選択した最大の動機は、自身の学術的興味を満たすことであった。銀行員時代の1912年から1914年の間にイラン各地で収集した方言学的知見と民族学的知見を、イワノフは1920年代に20数本の論文にまとめた。学者としての出発点はこの1920年代のイランに関する研究である。
1914年に銀行を退職してペテルブルクに戻り、アジア博物館に転職した。アジア博物館は1818年の設立だが、博物館としての機能は早々に失われ、1910年代の館長ザーレマンの時代には実質的には図書館であった。イワノフは「マホメット教関連写本司書補」の職位を得、その地位を活かして精力的に写本収集を始めた。中央アジアを中心に、手写本の収集を目的とした遠征を敢行し、1915年までに1100点を超えるアラビア語やペルシア語の写本を集めた。これらの写本群はアジア博物館の「ブハーラー・コレクション」と呼ばれている。
アジア博物館の同僚は、イワノフが東洋の写本を偏愛していたと評する。ザーレマンの後任オルデンブルクはイワノフを東洋写本の部門の副部門長とした。イワノフがイスマーイール派の文献にはじめて触れたのは、このアジア博物館に勤務していたときである。イワノフは、アジア博物館のコレクションの中にイワン・イワノヴィチ・ザルービン（パミール諸語や東方のイラン諸語を専門とする言語学者）が収集した数本の写本があるのを見つけた。それらはバダフシャーン地方で話されている言語で記述されており、内容はアラムート期からその後のアンジェダーン期までのニザール派イスマーイール主義の歴史に関するものだった。
1918年にペテルブルクの博物館の中央アジアの写本コレクションを増やすため、再びブハーラーへ派遣された。この任務は短期間で終了してしまった。ボルシェビキ革命が始まってしまったからである。イワノフはロシアへ帰れなくなった。そこで彼はイランに住むことにした。イワノフは1920年まで英印軍の士官の通訳として働いた。1920年にイワノフは英印軍に従ってインドへ行き、1928年までインドで暮らした。1922年にイワノフはイスマーイール派に関する著作を初めて執筆し、アジア協会のジャーナルに載せた。アジア協会の総裁がイワノフにペルシア語写本収集の任務を与え、イワノフは1928年にイランへ行った。この時彼は初めてアラムート山など、イスマーイール派関連の遺跡を訪ねて回った。
1930年にボンベイ（ムンバイ）の大学に職を得たため、イワノフはアジア協会との共同作業をやめ、大学で研究に没頭することが可能になった。また、大学ではホージャの人々と出会い、彼らを通じてモハンマド・シャー・アーガーハーン3世と知り合った。アーガーハーンはイワノフを雇い、彼にイスマーイール派の歴史と文献を研究させた。これによりイワノフは、インド、アフガニスタン、イランに私蔵されているイスマーイール派文献にアクセスすることができるようになった。イワノフはまた、ブハーラー派諸派（ムスタアリー派の分派。当該分派内でさらにいくつもの分派がある。ムスタアリー派はファーティマ朝系イスマーイール派の一分派。） に結びつき、彼らから、ファーティマ朝期に書かれたアラビア語写本の提供を受けた。1933年にイワノフは、ボンベイにてイスラーム研究協会（Islamic Research Association）の設立に携わった。1937年にイワノフは、アンジェダーン（アンジュダーン）とカラクに、複数のニザール派イマームの墓を発見した。ただし、アーガーハーンは、これらの墓の存在をイワノフの発見の前から知っていたようである。1946年にはイワノフの長年の仕事が実を結び、ボンベイにイスマーイール派協会（Ismaili Society of Bombay）が設立された。 
1960年にイワノフは、アラムート派について徹底的に研究したモノグラフを出版した。このモノグラフは、1928年から1937年まで実施されたアラムート山の考古学的発掘調査の結果と、手写本調査とに基づいた研究である。1959年にイワノフはテヘラーンに移り住み、そこが彼の終生の場所となった。イワノフ没後の1970年に、ボンベイのイスマーイール派協会所有の手写本群がロンドンのイスマーイール派研究機関に移転された。
かつてアラムート期のニザール派に関する情報は、十字軍がもたらした伝説と、マルコ・ポーロが語った幻想的な物語しかなかった。かつてニザール派はこれらの情報のみに基づいて理解されていたが、この状況が一変したのはイワノフの功績による。ニザール派が、単純に、いわゆる「山の老人」により麻薬を飲ませられて酩酊させられた暗殺者集団だと思われるようなことも、もはやなくなった。

## 著作

### 翻訳
- Khayr Khwâh-i Harâtî, Kalâm-i Pîr, éd. et traduit par Vladimir Ivanov, Bombay, A.A.A. Fyzee Esq. Islamic Research Association, 1935.
- Khayr-Khwâh-i Harâtî, Fasl dar bayân shinâkht-i Imâm wa Hujja, éd. et traduit par V. Ivanow dans « Ismailitica », Memoirs of the Asiatic Society of Bengal no. 8.1, 1922, p. 13-45.
- Haft-bâbi bâbâ sayyid-nâ, édité et commenté par V. Ivanov dans Two Early Ismaili Treatise, Bombay, Islamic Research Association, 1933
- Nâsir-i Khusraw (1004-1088), Shish Fasl, traduit et édité par V. Ivanov dans Six Chapters or Shish Fasl also called Rawsharra'i-nama, Leyde, E.J. Brill, 1949.
- Mustansir bi Allâh II (Imâm), Pandiyât-i Jawân-mardî, traduit par V. Ivanov, Leyde, E.J. Brill, 1953.
- Abû Ishâq-i Quhistânî, Haft Bâb, traduit par Wladimir Ivanow, Bombay, 1959.
- Shihâb al-dîn Shâh, Risâlat dar haqîqat-i dîn (True Meaning of Religion), traduit par W. Ivanov, Afrique, Association ismaélienne d'Afrique, 1966.

### モノグラフ
- Studies in Early Persian Ismailism, 2nd Ed., Bombay, 1955 (Londres, Longman, 1981).
- Ismaili Tradition concerning the Rise of the Fatimids, Londres, Oxford University Press, 1942.
- The alleged Founder of Ismailism, Bombay, 1946.
- Brief Survey of the Evolution of Ismailism, Leyde, E.J. Brill, 1952.
- Alamut and Lamasar : Two Medieval Ismaili Strongholds in Iran, Téhéran, Ismaili Society, 1963.
- Ismaili Literature : A Bibliographical Survey, Téhéran, 1963.

### 論文
- « Ismailitica », traduit par V. Ivanov, Memoirs of the Asiatic Society of Bengal no. 8.1, 1922, p. 1-76.
- « Noms Bibliques dans la mythologie ismaélienne », Journal asiatique no. 237, 1940, p. 249-255.
- « Notes sur l'“Ummu'l-Kitâb” des ismaéliens de l'Asie centrale », Revue des Études Islamiques no. 6, 1932, p. 419-481.
- « Some Ismaili Strongholds in Persia », Islamic Culture no. 12, 1938, p. 383-396.
- « Tombs of some Persian Ismaili Imams », Journal of Bombay Branch of Royal Asiatic Society no. 14, 1938, p. 63-72.
- « Ummu'l-Kitâb », Der Islam no. 23, 1936, p. 1-132.

## 関連文献等一覧
- Wladimir Ivanow. “The Importance of Studying Ismailism”. 2020年12月11日閲覧。
- Wladimir Ivanow (1940). The Gabri Dialect Spoken by the Zoroastrians of Persia (G. Bardi ed.). pp. 164
- Wladimir Ivanow (1942). Ismaili tradition concerning the rise of the Fatimids. Londres
- Wladimir Ivanow (1947). On the Recognition of the Imam: Or Fasl Dar Bayan-i Shinakht-i Imam (Thacker pour l’Ismaili Society ed.). pp. 59
- Wladimir Ivanow (1948). Nāṣir-i Khusraw and Ismailism (Thacker ed.). pp. 78
- Naṣīr al-Dīn Muḥammad ibn Muḥammad Ṭūsī (1950). The Rawdatuʼt-Taslim: Commonly Called Tasawwurat (E.J. Brill pour l’Ismaili Society ed.). pp. 249
- Wladimir Ivanow, M. Hidayat Hosain, M. Mahfuz-ul-Haq, M. Ishaque (1951). Catalogue of the Arabic Manuscripts in the Collection of the Asiatic Society of Bengal (Asiatic Society ed.). pp. 694
- Wladimir Ivanow (1955). Studies in early Pesian Ismailism
- Wladimir Ivanow (1956). Problems in Nasir-i Khusraw's Biography (Ismaili Society ed.). pp. 88
- al-Husaini Shihab al-Din Shah (Šahāb al-Dīn Ḥusaynī) (1956). True Meaning of Religion; Or, Risala Dar Haqiqat-i Din : Risala Dar Haqiqat-i Din (Ismaili Society ed.). pp. 2
- Wladimir Ivanow (1960). Alamut and Lamasar: Two Mediaeval Ismaili Strongholds in Iran, an Archaeological Study (Ismaili Society ed.). pp. 105
- Henry Corbin, Wladimir Ivanow (1999). Correspondance Corbin-Ivanow Lettres échangées entre Henry Corbin et Vladimir Ivanow de 1947 à 1966 éditeur=Institut d'études iraniennes. ISBN 9789042907393

## 註釈
1. ↑  Assistant Keeper of Muhammadan Manuscripts